# Bassin de la Somme
Le bassin de la Somme s'étend sur la région Hauts-de-France, et sur quatre départements l'Aisne, l'Oise la Somme et le Pas-de-Calais et se déverse dans la Manche.

## Géographie

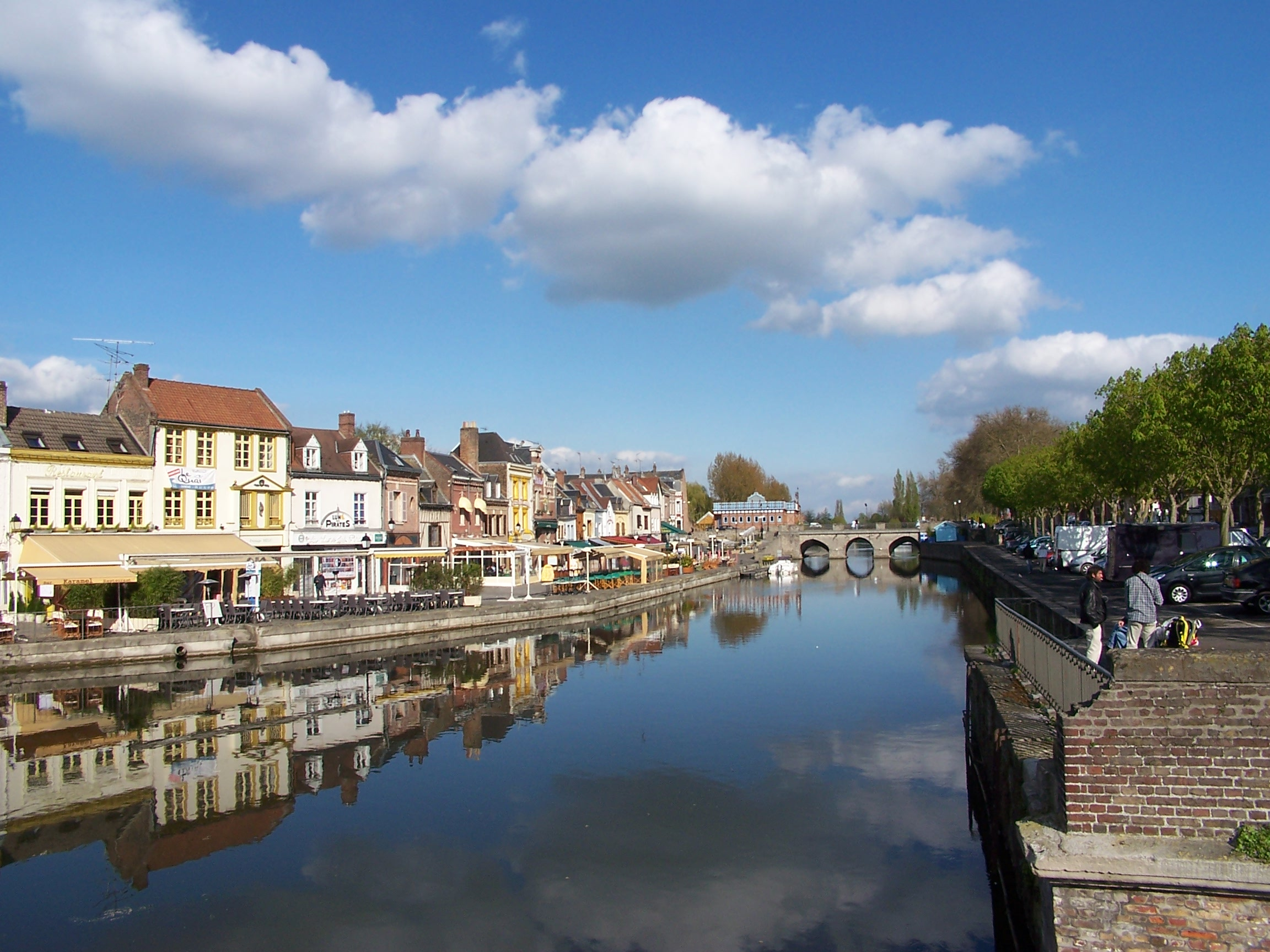
La Somme à Amiens : ici le quai Bélu.

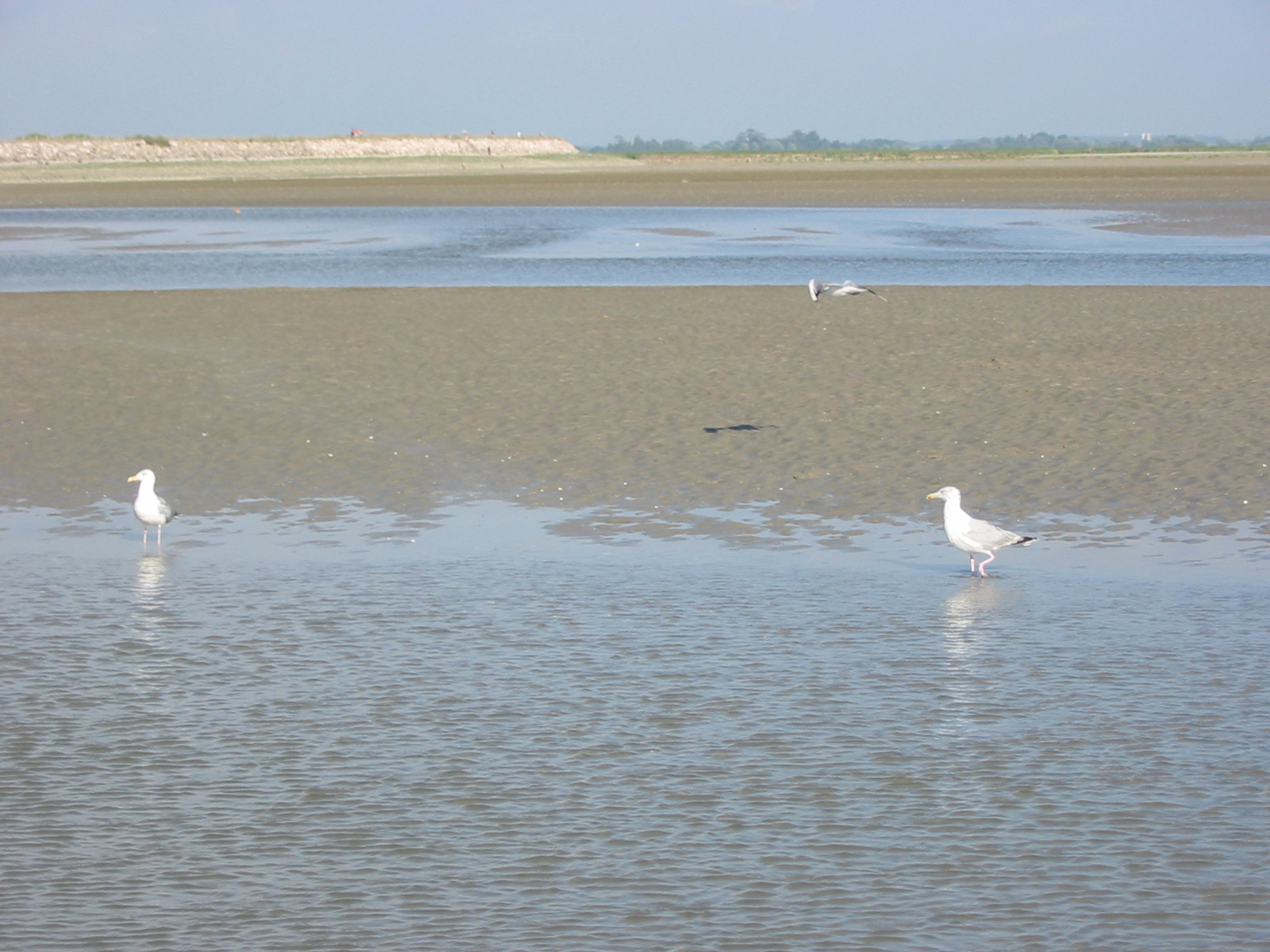
La baie de Somme

Sa source est située sur la commune de Fonsomme dans le département de l'Aisne à 86 mètres d'altitude. Sa vallée forme un ensemble complexe de cours d'eau, de marais, d'étangs et de canaux. Le fleuve conserve sur toute sa longueur une orientation vers l'Ouest ou l'ouest-nord-ouest, mais il décrit de nombreux méandres.
La longueur de son cours d'eau est de 245 km,,.
La Somme se jette dans la Manche par la baie de Somme entre Le Crotoy et Saint-Valery-sur-Somme. Le cours naturel de la Somme donnait un estuaire au Crotoy, mais la situation dans la baie de cette plage exposée au Sud a donné lieu à un détournement artificiel de la Somme canalisée vers le port de Saint-Valery-sur-Somme. (voir chapitre Canal de la Somme)
Le bassin versant s'étend sur le Pas-de-Calais avec l'Ancre qui jouxte la commune de Puisieux et avec la Tortille qui prend source sur la commune d'Étricourt-Manancourt, juste à la limite du Pas-de-Calais.
Plusieurs rivières affluentes de la Somme viennent de l'Oise dont le principal affluent l'Avre.

## Hydrologie
Le débit de la Somme est de 34,7 m3/s à Abbeville et le bassin versant couvre 5 560 km2.
La Somme est un cours d'eau typique des pays de craie caractérisé par une pente très faible, des eaux lentes et un débit régulier, alimenté par un suintement ininterrompu. En aval d'Amiens, son tracé correspond à un synclinal ; mais, en amont, son réseau est inadapté à la structure, ce qui explique de fréquents changements de direction.
Sa vallée encaissée est un ruban de verdure et d'humidité à travers l'aride plateau picard. Sur le fond plat de cette vallée alluviale aux versants raides, tantôt le fleuve se divise en plusieurs bras jalonnés de saules et de peupliers divaguant parmi les jardins et les prés, tantôt les eaux s'étalent en de nombreux étangs argentés, tourbières noirâtres ou marais (dont le « marais d'Isle », réserve naturelle au cœur de Saint-Quentin, et les « Hortillonnages » à Amiens). Ces espaces, autrefois exploités pour la tourbe, sont maintenant utilisés pour la pêche et la chasse. La tourbe, qui remplit le fond de la vallée de la Somme sur plusieurs mètres, absorbe l'eau en cas de crue. Le niveau du fleuve et des étangs reste égale au pied des alignements des peupliers.

### Crues
En 2001, la vallée de la Somme a été touchée par des inondations d'une ampleur exceptionnelle, dues en grande partie à la remontée de la nappe phréatique ( voir le rapport de la commission d'enquête sénatoriale).

### Principaux affluents
Liste des affluents de l'amont vers l'aval, de la source à l'embouchure.

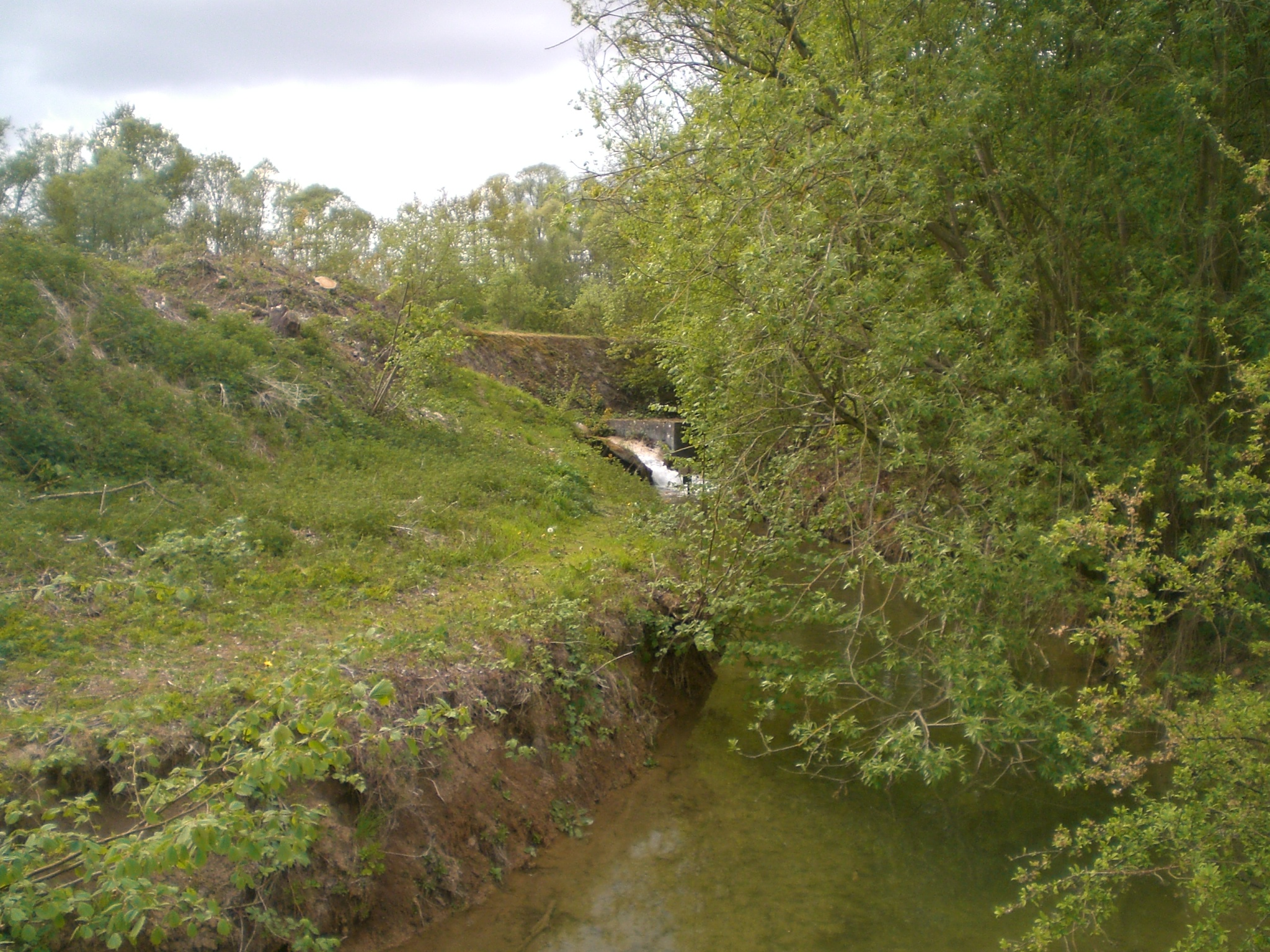
Réalimentation de la Tortille par le canal du Nord entre Moislains et Étricourt-Manancourt

| - Rive gauche 1. la Sommette 2. la Beine 3. l'Allemagne 4. l'Ingon et Petit Ingon 5. l'Avre avec Echaut, gué du Nil, rivière de Rouvroy, Luce, Trois Doms, Brache, Noye et ru Saint Firmin 6. la Selle avec canal de Lamoricière, Évoissons, petis Évoissons, rivière de Poix et rivière des Parquets 7. le Saint-Landon 8. l'Airaines 9. la Trie 10. l'Amboise et l'Avalasse | - Rive droite 1. la Germaine 2. l'Omignon 3. la Cologne 4. la Tortille 5. l'Ancre, avec Canal, Fossé, et Boulangerie 6. l'Hallue et la Nœlle 7. la Nièvre avec Domart et Fieffe 8. le Scardon avec Drucat et Novion 9. le Dien et la Rivière des Îles |

## Canal de la Somme

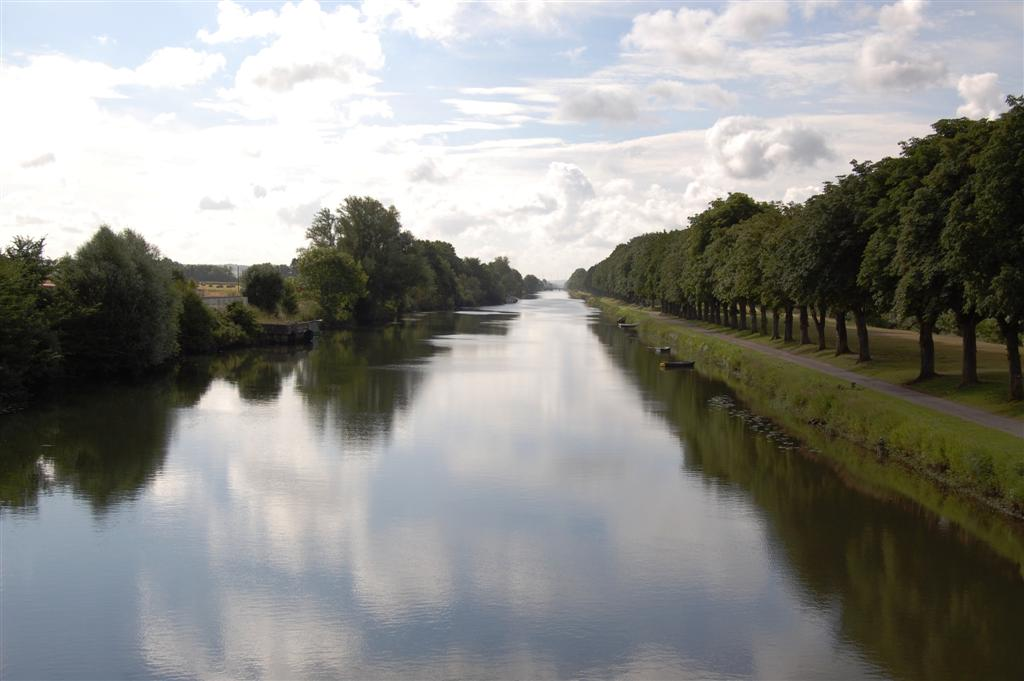
La Somme canalisée près de Saint-Valery-sur-Somme.

La construction du canal de la Somme débute en 1770 pour s'achever en 1843, avant une mise au gabarit Freycinet en 1880. D'une longueur de 156 km, ou 170 km selon le SANDRE et entrecoupé de 18 écluses, 4 ponts tournants et 3 pont-levis, le canal débute à Saint-Simon où il touche au canal de Saint-Quentin et débouche dans la baie de Somme. De Saint-Simon à Froissy le canal est latéral à la Somme ; de Voyennes à Péronne, il se confond d'ailleurs avec un tronçon du canal du Nord. De Froissy à la mer, la Somme est soit une rivière, soit canalisée en dérivation d'Abbeville jusqu'à Saint-Valery-sur-Somme où le canal maritime, autrefois dénommé canal du Duc d'Angoulême, se jette dans la Manche.
Aujourd'hui, le canal de la Somme n'est guère plus utilisé que pour la plaisance.

## Aménagement durable, SAGE et SDAGE
Le bassin versant de la Somme est découpé en deux parties pour les SAGE et les SDAGE :
- SAGE Haute Somme
- SAGE Somme aval et cours d'eau côtiers

Selon CARMEN, la majorité des affluents ont un SAGE en état émergent.